# HMS Meon (1943)
HMS Meon (K269) – brytyjska, a następnie kanadyjska fregata z okresu II wojny światowej, jedna ze 135 zbudowanych jednostek typu River. Okręt został zwodowany 4 sierpnia 1943 roku w stoczni Inglis w Glasgow, a do służby w Royal Navy wszedł 31 grudnia 1943 roku z numerem burtowym K269. 7 kwietnia 1944 roku fregata weszła w skład Royal Canadian Navy pod nazwą HMCS „Meon”, zachowując numer taktyczny. Po zakończeniu działań wojennych jednostka została zwrócona Brytyjczykom, po czym przebudowana na okręt dowodzenia. HMS „Meon” wziął udział w inwazji na Egipt w 1956 roku, po czym został wycofany ze służby w lipcu 1965 roku i sprzedany w celu złomowania w roku następnym.

## Projekt i budowa
Projekt okrętu powstał na skutek konieczności budowy jednostek eskortowych przeznaczonych do ochrony konwojów o lepszych parametrach od korwet typu Flower, budowanych masowo w początkowym okresie II wojny światowej. Bazując na rozwiązaniach konstrukcyjnych tych ostatnich, inżynier William Reed zaprojektował jednostki znacznie dłuższe, szersze, wyposażone w siłownię o większej mocy z dwiema śrubami (lecz nadal była to maszyna parowa, znacznie tańsza od nowocześniejszych turbin parowych), co w konsekwencji spowodowało wzrost zasięgu, dzielności morskiej, prędkości i ilości przenoszonego uzbrojenia. Wykorzystanie cywilnych metod budowy i podzespołów dało możliwość masowej i taniej produkcji okrętów nawet w małych stoczniach, w wyniku czego powstało aż 135 fregat typu River. Nowy typ jednostki zwalczania okrętów podwodnych był pierwszym, który został sklasyfikowany jako fregata.
HMS „Meon” zbudowany został w stoczni Inglis w Glasgow. Stępkę okrętu położono 31 grudnia 1942 roku, został zwodowany 4 sierpnia 1943 roku, a ukończono go w grudniu 1943 roku .

## Dane taktyczno-techniczne
Okręt był oceaniczną fregatą, przeznaczoną głównie do zwalczania okrętów podwodnych. Długość całkowita wynosiła 91,8 metra (86,3 metra między pionami), szerokość 11,2 metra i zanurzenie maksymalne 3,89 metra . Wyporność standardowa wynosiła pomiędzy 1398 a 1460 ton, a pełna 1865–2180 ton. Okręt napędzany był przez dwie maszyny parowe potrójnego rozprężania o łącznej mocy 5500 KM, do których parę dostarczały dwa trójwalczakowe kotły Admiralicji . Dwuśrubowy układ napędowy pozwalał osiągnąć prędkość 20 węzłów. Okręt zabierał maksymalnie zapas 646 ton mazutu, co zapewniało zasięg wynoszący 7200 Mm przy prędkości 12 węzłów (lub 5400 Mm przy prędkości 15 węzłów) .
Uzbrojenie artyleryjskie jednostki składało się z dwóch pojedynczych dział uniwersalnych kal. 102 mm (4 cale) QF HA Mark XIX L/40 . Uzbrojenie przeciwlotnicze składało się z 4–6 pojedynczych działek automatycznych Oerlikon kal. 20 mm Mark II/IV L/70 . Broń ZOP stanowiły: miotacz Hedgehog oraz osiem miotaczy i dwie zrzutnie bomb głębinowych (z łącznym zapasem do 150 bg) . Wyposażenie radioelektroniczne obejmowało radary Typ 271 lub 272, 291 oraz sonary .
Załoga okrętu składała się z 140 oficerów, podoficerów i marynarzy.

## Służba

### Royal Navy
Okręt wszedł do służby w Royal Navy 31 grudnia 1943 roku, otrzymując numer taktyczny K269 . Podczas kilkumiesięcznej służby w marynarce brytyjskiej jednostka uczestniczyła na przełomie stycznia i lutego 1944 roku w eskorcie konwoju ON-220 .

### Royal Canadian Navy
7 kwietnia 1944 roku fregata została ona przekazana Kanadzie, wchodząc w skład Royal Canadian Navy pod nazwą HMCS „Meon”, zachowując numer taktyczny K269. W barwach kanadyjskich „Meon” eskortował osiem konwojów: HX-289 (maj 1944 roku), ON-258 (październik), SC-163 (grudzień), ON-271 (grudzień), ON-274 (styczeń 1945 roku), ONS-41 (luty), ON-284 (luty) i HX-347 (marzec – kwiecień) . W 1944 roku wzmocniono uzbrojenie przeciwlotnicze jednostki, instalując dodatkowe działka kal. 20 mm (od tego momentu fregata była uzbrojona w 10 działek Oerlikon kal. 20 mm Mark II/IV L/70 (cztery podwójne i dwa pojedyncze) . Na przełomie 1944 i 1945 roku dokonano kolejnej modyfikacji uzbrojenia przeciwlotniczego: w miejsce trzech podwójnych działek kal. 20 mm zamontowano trzy pojedyncze działka Bofors kal. 40 mm L/56 Mark I/III . Okręt został zwrócony Brytyjczykom 22 kwietnia 1945 roku.

### Royal Navy
W 2. połowie lat 40. fregatę poddano konwersji na okręt dowodzenia, demontując uzbrojenie artyleryjskie i miotacz Hedgehog (zainstalowano natomiast trzy nowe działka Bofors kal. 40 mm Mark 7 L/60 i cztery pojedyncze działka Oerlikon kal. 20 mm Mark 7 L/70, pozostawiając też zapas 54 bomb głębinowych) oraz powiększając nadbudówkę w celu uzyskania dodatkowej przestrzeni dla żołnierzy . Następnie okręt trafił do rezerwy w Harwich, po czym ponownie przywrócono go do służby 3 kwietnia 1951 roku. Okręt pełnił służbę w siłach desantowych w latach 1952-1965, uczestnicząc m.in. w inwazji na Egipt w listopadzie 1956 roku. W okresie powojennym okręt nosił numer taktyczny F369 .
Jednostka została wycofana ze służby 7 lipca 1965 roku i następnie sprzedana w celu złomowania 14 maja 1966 roku firmie Hughes Bolckow w Blyth.